# Catharina Lodders
Catharina Johanna Lodders (Haarlem, 18 de agosto de 1948) é uma modelo e rainha da beleza da Holanda que venceu o Miss Mundo 1962.
Ela foi a segunda de seu país a levar esta coroa, tendo sido precedida por Corine Rottschäfer em 1959. 
É algumas vezes chamada apenas de Rina, uma abreviatura de seu primeiro nome. 

## Biografia

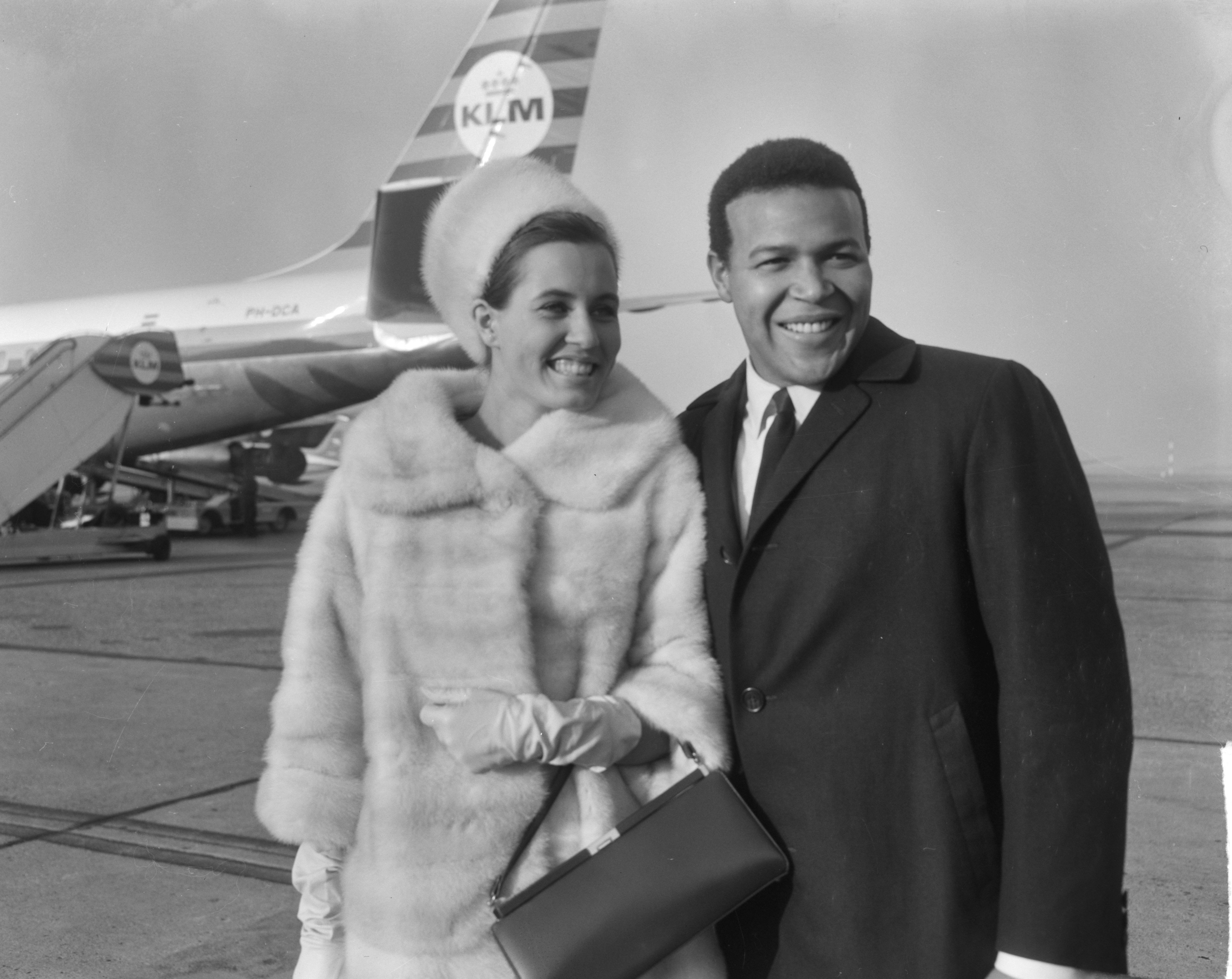
Catharina e o marido

Catharina é casada com o cantor americano Chubby Checker, com o qual tem três filhos, e vive na Filadélfia, nos Estados Unidos. 

## Participação em concursos de beleza
Catharina venceu o Miss Holanda em maio de 1962 e depois foi Miss Miss Benelux 1962, 4ª coloada no Miss Europa 1962 e 4ª colocada no Miss International 1962.
Meses depois venceu o Miss Mundo 1962, realizado em Londres. Após ser coroada, disse aos fotógrafos: "Eu não penso que sou a mulher mais bonita do mundo. Eu sou a mais bonita aqui". 

## Vida após os concursos

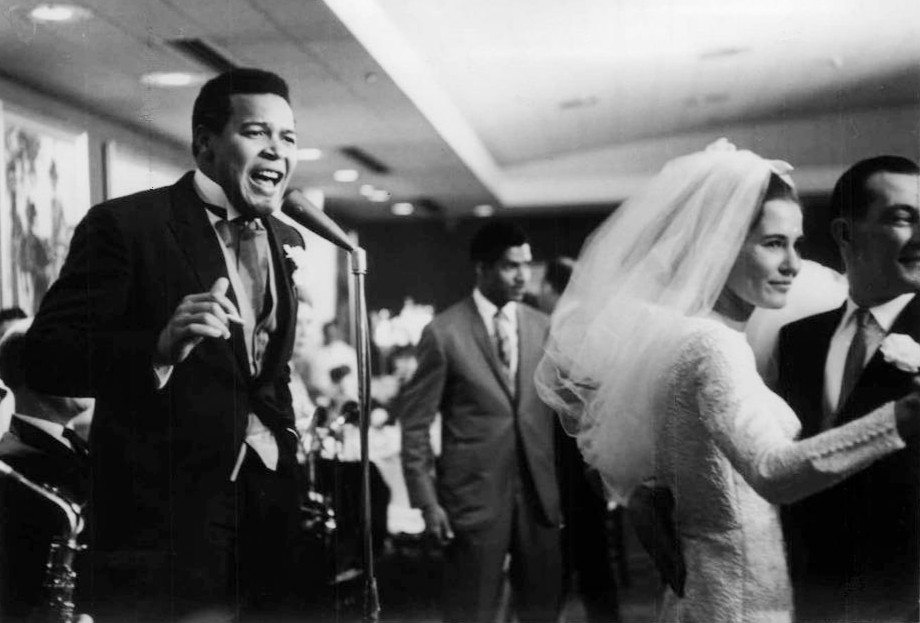
Catharina e Chubby no dia do casamento, em 1964

Em dezembro de 1963, um mês depois de coroar sua sucessora no Miss Mundo e já morando nos Estados Unidos, ela aceitou a proposta de casamento do cantor americano Chubby Checker, com o qual se casou em abril de 1964 e com o qual teve duas filhas, Bianca e Ilka, e um filho. 

## Curiosidade
Checker escreveu uma música para Catharina intitulada "Loddy Lo". 